# Ginowan
Ginowan (Japans: 宜野湾市, Ginowan-shi) is een Japanse stad in de prefectuur Okinawa. In 2015 telde de stad 95.210 inwoners.

## Geschiedenis
Op 1 juli 1962 werd Ginowan benoemd tot stad (shi).
Subprefecturen:
Miyako · Yaeyama

Steden:
Ginowan · Ishigaki · Itoman · Miyakojima · Nago · Naha (hoofdstad) · Nanjo · Okinawa · Tomigusuku · Urasoe · Uruma

Districten:
Kunigami · Miyako · Nakagami · Shimajiri · Yaeyama
Gemeenten per district